# Jan Korkiewicz
Jan Korkiewicz (ur. 19 czerwca 1898 w Majdanie Średnim, zm. wiosną 1940 w Charkowie) – podpułkownik piechoty Wojska Polskiego, działacz niepodległościowy, kawaler Orderu Virtuti Militari, ofiara zbrodni katyńskiej.

## Życiorys
Urodził się 19 czerwca 1898 w Majdanie Średnim, w ówczesnym powiecie nadwórniańskim Królestwa Galicji i Lodomerii, w rodzinie Władysława i Agaty z Ciesielskich. Uczęszczał do c. k. II Gimnazjum z polskim językiem wykładowym w Stanisławowie. W roku szkolnym 1913/1914 ukończył klasę Va.
26 września 1915 wstąpił do 1 pułku piechoty Legionów Polskich. Po kryzysie przysięgowym wcielony do armii austriackiej, walczył na froncie włoskim i ukraińskim. Po wyjściu z niewoli ukraińskiej w 1919 wstąpił do Wojska Polskiego i został przydzielony do 1 pułku piechoty Legionów, w którego szeregach uczestniczył w wojnie z bolszewikami. 9 grudnia 1919 jako podoficer byłych Legionów Polskich został mianowany z dniem 1 grudnia 1919 podporucznikiem w piechocie. 9 lipca 1920 objął dowództwo 9. kompanii 201 ochotniczego pułku piechoty. Razem z jednostką został włączony do Dywizji Ochotniczej i brał udział w tzw. buncie Żeligowskiego. 
Po zakończeniu działań wojennych pozostał w wojsku jako oficer zawodowy i kontynuował służbę w 24 pułku piechoty w Łucku. 3 maja 1922 został zweryfikowany w stopniu porucznika ze starszeństwem od 1 czerwca 1919 i 237. lokatą w korpusie oficerów piechoty. 31 marca 1924 prezydent RP nadał mu stopień kapitana ze starszeństwem z dnia 1 lipca 1923 i 168. lokatą w korpusie oficerów piechoty. W grudniu 1927 został przeniesiony do kadry oficerów piechoty z równoczesnym przydziałem do Oficerskiej Szkoły Piechoty w Ostrowi Mazowieckiej na stanowisko instruktora. W roku szkolnym 1928/1929 był dowódcą 1. kompanii (klasa 59. im. gen. Rydza-Śmigłego), a w roku szkolnym 1929/1930 – dowódcą 5. kompanii. W międzyczasie (9 sierpnia 1928) szkoła została przemianowana na Szkołę Podchorążych Piechoty. 17 grudnia 1931 prezydent RP nadał mu z dniem 1 stycznia 1932 stopień majora w korpusie oficerów piechoty i 16. lokatą. W marcu 1932 został wyznaczony na stanowisko dowódcy batalionu Szkoły Podchorążych Piechoty. W 1934 był dowódcą II batalionu SPPiech. W 1937 został przeniesiony do 37 pułku piechoty w Kutnie na stanowisko dowódcy baonu. Na stopień podpułkownika został mianowany ze starszeństwem z 19 marca 1939 i 52. lokatą w korpusie oficerów piechoty. W tym czasie pełnił służbę w Centrum Wyszkolenia Piechoty w Rembertowie na stanowisku wykładowcy przedmiotu taktyka piechoty. 

W czasie mobilizacji w 1939 został dowódcą II baonu w 145 pułku piechoty. W czasie kampanii wrześniowej we wrześniu 1939 walczył w okolicach Stoczka Węgrowskiego. 10 września, razem z resztkami dywizji, przedarł się w okolice Włodawy. Po koncentracji w okolicach Chełma, jednostka weszła w skład Frontu Północnego. 26 września otoczona przez wojska niemieckie i oddziały Armii Czerwonej, skapitulowała. Wraz z innymi żołnierzami dostał się do niewoli sowieckiej. Przebywał w obozie w Starobielsku. Wiosną 1940 został zamordowany przez funkcjonariuszy NKWD w Charkowie i pogrzebany potajemnie w bezimiennej mogile zbiorowej w Piatichatkach, gdzie od 17 czerwca 2000 mieści się oficjalnie Cmentarz Ofiar Totalitaryzmu w Charkowie. Figuruje na Liście Starobielskiej NKWD, pod poz. 1621.
5 października 2007 minister obrony narodowej Aleksander Szczygło mianował go pośmiertnie na stopień pułkownika. Awans został ogłoszony 9 listopada 2007 w Warszawie, w trakcie uroczystości „Katyń Pamiętamy – Uczcijmy Pamięć Bohaterów”.
Był żonaty.

## Ordery i odznaczenia
- Krzyż Srebrny Orderu Wojskowego Virtuti Militari nr 4533[33] – 1922[34]
- Krzyż Niepodległości – 24 października 1931 „za pracę w dziele odzyskania niepodległości”[35][36]
- Krzyż Walecznych[24]
- Srebrny Krzyż Zasługi – 19 marca 1931 „za zasługi na polu wyszkolenia wojska”[37][38]
- Krzyż Zasługi Wojsk Litwy Środkowej – 3 marca 1926[39][24]
- Medal Pamiątkowy za Wojnę 1918–1921[40]
- Medal Dziesięciolecia Odzyskanej Niepodległości[40]
- Odznaka „Za wierną służbę”[41]